# Саблезубый (Marvel Comics)
Саблезубый (англ. Sabretooth), настоящее имя — Виктор Крид (англ. Victor Creed) — вымышленный персонаж, суперзлодей комиксов издательства Marvel Comics, придуманный Крисом Клэрмонтом и нарисованный Джоном Бирном. Первое появление «Iron Fist» #14 (Август 1977). Первоначально изображается как серийный убийца, который не обладает суперспособностями. Позже его образ изменился: Саблезубый превратился в мутанта, который обладает звериными сверхчеловеческими способностями, в первую очередь быстрым лечебным фактором, острыми, как бритва, клыками и когтями и сверхчеловеческим обонянием и слухом. Отличительной чертой злодея является его звероподобная (или же львиная) внешность.
Персонаж Росомаха являлся заклятым врагом Саблезубого на протяжении длительного времени. Ненависть Саблезубого была вызвана тем, что Росомаха в ходе проекта «Оружие Икс» получил адамантиевый скелет, превратив Саблезубого в свою бездарную подделку. В свою очередь Росомаха презирал Саблезубого за чрезмерную жестокость и страсть к убийствам, которая превращает его в животное, каковым Росомаха быть не хотел.

## История публикации
Персонаж впервые появился в «Железном Кулаке» #14 (август 1977) и был создан Крисом Клермонтом и Джоном Бирном. Саблезубый был изначально задуман как периодический соперник Железного Кулака, с которым он боролся несколько раз. Он в то время был соратником Constrictor, оба сталкивались неоднократно с Железным Кулаком и Люком Кейджем. Саблезуб затем переселился во вселенную Марвел, где стал одним из многочисленных полу-повторяющихся злодеев. Время от времени сталкивался с различными супергероями, такими как Человек-паук. Персонаж приобрёл известность, когда Крис Клермонт представил его как врага для X-Men, в ходе «Mutant Massacre» в 1986 году. Саблезубый стал одним из основных повторяющихся суперзлодеев и был изображён, в частности, врагом Росомахи. Саблезубый также участвовал в мини-сериалах и односерийных комиксах, в том числе и «Саблезуб и Мистика» и «Саблезуб: в красной зоне».
Крис Кларемонт задумывал Саблезуба как отца Росомахи, но последующие писатели разрушили эту идею. Фильм «Люди Х: Начало. Росомаха» повествует о том, что Саблезуб и Росомаха — братья-мутанты, прошедшие через многие военные конфликты, после чего попали в элитный отряд, возглавляемый Страйкером.

## Вымышленная биография

### Ранняя биография
Настоящее имя Саблезубого — Виктор Крид, и это единственное, что достоверно известно из его биографии. Воспоминания Саблезубого множество раз редактировались различными организациями, и трудно сказать, какие воспоминания правдивы. Самое раннее, что помнит Виктор — это бесконечные ссоры со своим отцом-садистом, который ненавидел сына из-за его мутации. Отец держал Виктора на цепи в подвале, и периодически ломал ему кости, ожидая, пока они вновь срастутся. Однажды Виктор смог вырваться и убить отца. С матерью же у Саблезубого были нормальные отношения, и он часто встречался с ней до её смерти. После этого Виктор переехал в маленький канадский городок, где все его боялись, кроме мутанта Росомахи, имевшего схожую мутацию. Саблезубого это злило, и однажды он напал на Чёрно-бурую лисицу, подругу Логана, изнасиловал её и убил. Росомаха напал на Виктора, однако тот оказался сильнее. Позднее у Саблезубого появилась традиция — находить Росомаху в дни его рождения и сражаться с ним.
После этих событий Саблезубый вступил в ЦРУ, в секретное подразделение «Команда X». Здесь он работал вместе с Джоном Райтом, Росомахой, Черно-бурой лисицей (которая на самом деле не умерла) и Дэвидом Нортом. Он часто убивал гражданских лиц (например, в сражении с российским суперсолдатом Красной Омеги Саблезубый убивает ключевого учёного, важного для ЦРУ, но при этом он остаётся другом для Росомахи). Также он заводит роман со шпионкой Лени Заубер, которая оказывается мутанткой Мистик. От этой связи у Виктора рождается сын Грейдон, который в будущем станет во главе антимутантской организации.
Затем Саблезубый вступает в проект «Оружие Х», но неизвестно, что именно с ним произошло. Однако ему стирают память и он получает устойчивость к телепатии.
В 1968 году Крид работает наёмным убийцей в Сайгоне и ответственен за убийство нескольких проституток. Крид узнаёт, что человек по прозвищу «Белый Дьявол» виновен в исчезновении солдат и местных жителей. Тем временем Виктора находит Охотник за скальпами, который говорит ему, что он убил его работодателя и предлагает денежную сумму в качестве компенсации. Он говорит, что «Белый Дьявол» хочет взять Виктора в свою команду и тот принимает предложение. Так начинается карьера Саблезубого-суперзлодея.

### В роли суперзлодея
В начале Саблезуб работал в команде с Констриктором. Они сражаются против Железного Кулака и терпят поражение. Затем они сражались с Люком Кейджем, Туманным рыцарем и другими героями, но вновь терпят поражение. Вместе с Констриктором, Крид начал убивать людей просто так — ради удовольствия, за что получил в газетах прозвище «Мясник». Также они напали на Молодую Гармонию, но были разбиты Люком Кейджем. После этого злодеи расторгли свой союз и Саблезубый чуть не убил Констриктора.
Саблезубый вернулся к своему работодателю — «Белому Дьяволу» и прошёл курс бойцовских навыков. Он напал на Чёрную кошку и был побеждён Человеком-пауком.
Вскоре Саблезубый встретился с куджонским вором — мутантом Гамбитом. Они начинают сражаться, но понимают, что не враги друг другу. Гамбит приглашает Саблезубого в команду и Виктор соглашается. Злыдень клонирует многих членов команды, но выясняет — что Саблезуба клонировать нельзя. Саблезубый некоторое время сражается вместе с Мародёрами, но затем уходит.
Вместе с Мародёрами, Саблезубый сражался с Росомахой и Людьми Икс. Он участвовал в нападении на Полярис и в похищении Мэделайн Прайор. Во время Ада, Саблезубый напал на Людей Икс и был побеждён Псайлок. Также он выслеживал Росомаху в Мадрипуре.
В роли наёмника Саблезубый сражался со множеством супергероев таких как — Мисс Марвел, Сорвиголова, Люк Кейдж, Тор, Человек-паук и Чёрная кошка. В это же время, клан ниндзя РУКА существенно увеличил силу Саблезубого. Виктор участвовал в «резне Морлоков» и убил нескольких морлоков. Тогда же Саблезубый убивает Риктора. Однако выживший морлок — Калибан нашёл Виктора и отомстил, сломав Саблезубому позвоночник. Саблезубый быстро исцелился, но мстить не стал. Также Саблезубый сталкивался с Кабелем.
Через несколько лет Саблезубый вновь напал на Росомаху в Квадрате Времени. Во время схватки, Логан вспомнил, как ещё во время службы в ЦРУ Виктор убил Дженис Холенбек и боролся с Людьми Икс. Тогда-то их вражда и возобновилась. Также во время миссии во Вьетнаме, Саблезуб и Росомаха встретили Черно-бурую Лисицу, чудом выжившую. Но она помнила только ненависть к Росомахе. Телепат Альдо Ферро, взяв разум Виктора под контроль, принудил его убить Лисицу вновь, на сей раз по-настоящему.
Позднее, страдая сильной жаждой крови, Саблезубый нанял телепатку Птичий, чтобы она помогла ему контролировать свою агрессию. Затем он был нанят Мацуо, лидером РУКИ, который пригласил Саблезубого участвовать в нападении на особняк Ксавьера. В бою Саблезубого остановила Псайлок.
Немного позже, Грейдон Крид убивает Птичий. Без её контроля Виктор пускается в серию жестоких убийств. Он чуть не убивает Индивидуалиста и говорит, что остановить его может лишь Росомаха. Профессор Ксавьер обнаруживает, что психоз Виктора был искусственно вызван агентом ЦРУ. Люди Икс побеждают Виктора и он попадает в специальную голографическую тюрьму, созданную для него Ксавьером. Во время своего плена, он помогает в сражении против Фаланги. Но Калибан похищает Джубили, в обмен на Виктора. Саблезубый жестоко избивает Калибана, но Росомаха останавливает его.
После этих событий, Саблезуб становится добрее и часто помогает Людям Икс. Особенно, он дружит с Табитой Смит. Но затем выясняется, что он лишь симулировал свою беспомощность. К тому же во время своего заключения, Виктор стал более устойчивым к телепатии. Он практически убивает Псайлок, но ему мешают Люди Икс.
Саблезуб был передан доктору Куперу. Купер вынуждает его работать на Х-Фактор. Однако Виктор не слишком активно участвует в миссиях команды. При неизвестных обстоятельствах он получает адамантиумовые скелет и когти. После этого, Апокалипсис похищает Саблезубого и вынуждает его биться с Росомахой, чтобы выяснить кто из них достоен стать Всадником апокалипсиса.
Росомаха понимает, насколько опасно превращение Виктора в Всадника и всё-таки побеждает его. У проигравшего Виктора Апокалипсис забирает весь адамантий.
Также, Виктор присоединяется к Братству Мистик и участвует в покушении на сенатора Роберта Келли.
Саблезубый также повторно вошёл в программу Оружие Х и опять получил адамантиум. Вскоре он сбежал из программы и скрылся в лесах своей родной Канады. Там он убил нескольких человек, чем вызвал подозрение у Сасквоча. Он отправился разыскивать Виктора, но в бою Саблезубый оказался сильнее и изранил Сасквоча. Потом выяснилось, что людей убил Вендиго и Саблезубый охотился на него. В конечном итоге, Саблезубый убил Вендиго и снял с него шкуру. Затем, Виктор вступил в новое Братство и участвовал в нападении на особняк Ксавьера. Росомаха утверждал, что убил Саблезуба «размазав его по траве», но Виктор смог восстановиться.

### В союзе с Людьми Икс
Во 2 издании Людей Икс (№ 188, август 2006) за Саблезубым начала охоту группа мутантов, известных как «Дети». Неизвестно, зачем он был им нужен, но двое из них, Агуджо и Фуега, выследили его и нейтрализовали целебный фактор Виктора. Он смог скрыться в институте Ксавьера, прячась у бывших врагов. Люди Икс помогли Саблезубому победить «Детей», и он некоторое время оставался в команде. Однажды Пушечное Ядро спас Виктору жизнь во время сражения, и Виктор дал ему совет: «Поворачиваясь к кому-то спиной, считай, что ты уже мёртв».
Автор Майк Кери говорил: «Я не собираюсь делать из Саблезубого положительного героя. Я делаю его членом команды и показываю в сюжете, почему он стал бороться вместе с Людьми Икс против другого врага. И есть причины, почему впоследствии от него не так легко избавиться».

### Гибель Саблезубого
Саблезубый возобновил вражду с Росомахой, когда тот вернулся в особняк Ксавьера. Он напоминает Логану про Черно-бурую лисицу, чем приводит Росомаху в ярость. Логан атакует Виктора, но тот предупреждает, чтобы Росомаха был осторожнее. Он побеждает в схватке и оглушает Логана. Росомаха приходит в себя и с удивлением видит, что Саблезубый ведёт самолёт. Он освобождается от цепей и начинает душить Виктора. Во время боя самолёт падает.
Росомаха и Саблезубый продолжают драться, пока их не разделяет удар молнии. На поле боя прибывает королева Ваканды — Шторм. На Саблезубого нападает Чёрная Пантера. Виктор побеждает и держит Чёрную Пантеру за горло, готовясь убить. Но тут появляется Росомаха и отсекает правую руку Виктора.
Саблезубого ловят и держат во дворце Ваканды в клетке из вибраниума. Чёрная Пантера рассказывает Росомахе, что он нашёл останки нового человека «Lupin Sapiens», произошедшего от волков. Во дворец тем временем приходит посланец Ромулуса, прародителя людей-волков, Дикое Дитя. Он побеждает Росомаху и освобождает Виктора.
Ромулус телепатически делает Виктора более злым и агрессивным. Тогда Росомаха собирает команду, приглашая туда Снежного человека, Волчицу, Ферал и Торн. Но Саблезуб, впавший в состояние бешенства, убивает Ферал. Дикое Дитя расправляется с остальными. Росомаха отправляется в особняк Ксавьера и берёт там меч Мурамаса. Он объясняет, что Саблезубый стал смертельно опасен и для обычных людей и для мутантов.
В канадских лесах Росомаха находит Саблезубого и тот немедленно атакует Росомаху. В схватке, Росомаха отрубает Саблезубому правую руку и Виктор не может прирастить её назад, потому что меч Мурамаса навсегда прерывает заживляющий фактор. В продолжении боя Росомаха отрубает Саблезубому голову, говоря Виктору, что пришла пора умереть. Он уходит, оставляя тело Виктора в снегу, неподалёку от того места, где они впервые встретились.

### Саблезубый в аду
В аду Саблезубый вновь является Росомахе. Росомаха видит, что Виктор является верным псом сатаны. В бою Росомаха побеждает Сатану и уходит, оставляя погибшую душу Виктора в огне ада.

### Возвращение
Неизвестно, каким способом Крид смог вернуться из ада, однако сначала он появляется в Wolverine Vol. 4 № 20, где убийством лидера Якудзы провоцирует войну между якудзой и Ниндзя, а в Wolverine and the X-Men № 3 его нанимает Килгор, Чёрный Король нового КАПа, для того, чтобы Саблезубый напал на школу.

### Мстители против Людей Икс: Ось
Во время событий «Оси» Саблезубый попадает под действие заклинания инверсии Доктора Дума и Алой Ведьмы и становится героем. Позже остаётся одним из троих персонажей (остальные двое — Железный Человек и Хавок), чей разум так и остался инвертированным.

## Силы и способности
Саблезубый — мутант со многими усиленными характеристиками и чувствами. У него очень развит регенеративный фактор, позволяющий Саблезубому залечивать самые тяжёлые ранения. Он может восстановить утраченные органы. Также, Виктор защищён от большинства ядов, наркотиков, токсинов и болезней. Организм Саблезубого имеет замедленное старение — в уже преклонном возрасте физическая форма Саблезубого как у человека в расцвете сил.
Саблезубый сверхчеловечески силён (поднимает до 2 тонн), даже изначально он мог без усилий сломать пополам тяжёлую штангу. Сила Виктора увеличивалась дважды — в первый раз после смерти его сына Грейдона. Во второй раз после прохождения последней программы Оружие Х. Также Саблезубый обладает усиленной выносливостью — он может продержаться на своей пиковой форме пять дней, после чего чувствует лишь лёгкую усталость.
Его проворство и реакция тоже усилены. Большинство врагов, как показывалось в комиксах, не могут увернуться от его прыжка. Даже Росомаха не может увернуться, хотя чувствует запах Саблезубого на расстоянии.
Виктор также обладает сверхчеловечески обострёнными чувствами. Он видит в темноте гораздо лучше обычного человека, как кошка. Его слух может уловить такие тонкие звуки, какие люди не могут слышать. Саблезубый может взять след через восемь часов, даже если запах нарушен природными факторами. У него также 10.000 вкусовых рецепторов.
Внешне Саблезуб также имеет некоторые сходства с животными. Когда он открывает рот, видны острые клыки. Его брови очень густы и тоже придают ему сходство с животными. Глаза Виктора также светятся в темноте, а зрачок может расширяться как у кошек. Его когти, даже без адамантия, настолько остры, что могут разорвать сталь. А его клыки могут прокусить железные цепи.
Скелет и когти Саблезубого пропитаны сверхпрочным металлом адамантием. Апокалипсис позже удалил адамантий из организма Саблезубого. Повторно, адамантий был введён в организм Саблезубого программой Оружие Х.
Саблезубый также отличный наёмник, натренированный такими организациями, как ЦРУ, Оружие Х и РУКА. Он — опытный охотник и шпион, имеет высокое сопротивление телепатии. Виктор также умён — он взламывает правительственные базы данных и похищает оттуда секретную информацию. При этом он сумел избежать высших мер наказания. Саблезубый — довольно опытный психолог и может манипулировать сознанием людей.

## Другие версии

### Ultimate
Саблезубый был одним из членов команды Оружие Икс. Он всегда завидовал Росомахе, у которого были такие же способности, как у него. В отличие от остальных членов команды, Саблезубому нравилась его работа. Желая победить Росомаху, Саблезубый участвует в ещё одном эксперименте Оружия Икс, после которого получает по ещё одному когтю на каждой руке и увеличенные адамантиевые клыки. Но Росомахе все же удаётся победить Саблезубого и оторвать ему голову. Однако тому удаётся восстановиться и вскоре он вновь нападает на Логана. В ходе боя он рассказывает ему, что к нему возвращается память и что на самом деле он — сын Росомахи.
Саблезубый присоединяется к Братству Мутантов и становится самым опасным слугой Магнето. Он на равных сражается с Капитаном Америка и Соколиным Глазом. Во время Ультиматума Саблезубый убивает Ангела, но получает стрелу в глаз от Соколиного Глаза. Глаз почему-то не восстановился.
После Ультиматума и смерти Росомахи, Саблезубый начинает преследовать сына Росомахи и своего сводного брата с похожими способностями — Джимми Хадсона. Раны нанесённые Саблезубым долго не заживают, и Джина Грей натравливает на Виктора, Халка который жестоко его калечит. В настоящее время Саблезубый является членом нового Братства Пьетро Леншерра.

## Вне комиксов

### Телевидение
- Люди Икс (1994)
- Люди Икс: Эволюция
- Росомаха и Люди Икс
- Совершенный Человек-паук в 10 серии первого сезона

Саблезубый появляется в мультсериале, его озвучил Майкл Донован. Он показан, как союзник Магнето и разделяет его ненависть к Росомахе.
- Халк против: является действующим лицом первой части мини-сериала — «Халк против Росомахи». Участвует в организованной профессором Торнтоном операции по захвату Халка и Росомахи. Напал на Торнтона, когда тот объявил, что намерен не убивать Росомаху, а перепрограммировать его. Сражается с Росомахой практически на равных. Позднее впавший в ярость Халк пробивает им стену и выбрасывает из здания. В финале фильма показано, что Росомаха нашёл его лежащим в снегу в нескольких километрах от бывшей лаборатории Торнтона, без видимых признаков жизни[1].

### Фильмы
- В 2000 году в фильме «Люди Икс» Саблезубого сыграл Тайлер Мэйн. Саблезубый состоит в Братстве мутантов Магнето, однако причины, по которым он находится в организации, неизвестны. В начале фильма он атаковал Росомаху и Роуг, устроив засаду на дороге. Он избил Росомаху бревном, но его остановили Циклоп и Шторм. Позже, Саблезубый участвовал в похищении Роуг. В финальной схватке Саблезубый сражался с Росомахой, но был побеждён и сброшен со Статуи свободы Джин Грей, преломившей луч Циклопа в Виктора Крида. Саблезубый в исполнении Тайлера Мэйна внешне получился очень похож на оригинал из комиксов. И хотя авторы фильма не упоминали вражду Саблезубого и Росомахи, отсылками к этому факту являются их частые сражения — фактически, Саблезубый является главным противником Росомахи на протяжении фильма. Виктор Крид не проявляет особой ненависти к Джеймсу, хотя и дважды избивал Росомаху. Также по фильму, Саблезубый был подвержен псионическому воздействию со стороны Ксавьера, а также он мало говорит и часто рычит, как лев, хотя в комиксах такого не было.

- В 2009 году вышел фильм «Люди Икс: Начало. Росомаха», являющийся спин-оффом к предыдущему фильму. Виктора Крида сыграл актёр Лев Шрайбер, а юного Виктора сыграл Майкл-Джеймс Олсен. В этом фильме раскрывается, что Виктор является старшим кровным братом Росомахи вместо комиксного Дога Логана. Вместе с Логаном они убегают из дома после того, как маленький Джейми в состоянии аффекта убивает отца. С тех пор они никогда не расставались, вместе воевали во всех войнах, начиная с Гражданской войны. Однако впоследствии Виктор и Логан становятся смертельными врагами. В конце фильма Виктор и Росомаха объединяются вместе против общего врага — супер-мутанта Дэдпула — и побеждают его, однако вражда не закончена.
- Виктор в исполнении Шрайбера фигурировал в ранних вариациях сценария фильма «Логан», однако впоследствии был заменён на клона Росомахи. В одной из удалённых сцен фильма, на Эдеме Логан замечает мальчика-мутанта, играющего игрушками Росомахи и Саблезубого, и говорит ему, что Саблезубый реально существовал и был его знакомым, даже состоял с ним в одной организации. Но также говорит, что якобы позже «пришлось сделать ему плохо».
- В декабре 2023 года благодаря попавшим в СМИ фотографиям со съёмок фильма «Дэдпул и Росомаха» стало известно, что в картине появится Саблезубый[2].

### Видеоигры
Саблезубый также был замечен в играх таких как Marvel vs Capcom 2, X-men: Origins Wolverine, X-Men Legends, X-Men Legends II: Rise of Apocalypse,Marvel Future Fight, MARVEL:Битва Чемпионов, X-Men: The Official Game, X-men Academy 1, X-men Academy 2, X2: Wolverine’s Revenge(в последней был боссом целых 2 раза).
Также замечен в Lego Marvel Super Heroes.

## Критика и отзывы
- В мае 2008 года «Wizard: The Magazine of Comics, Entertainment and Pop Culture» (крупнейший журнал о комиксах в США) поместил Саблезуба на #193 из 200 лучших героев комиксов всех времён.
- В 2009 году Саблезубый также занял 44 место в списке 100 величайших злодеев комиксов по версии IGN[3].